# Ратуш (Могилів-Подільський район)
Ра́туш — село в Україні, у Ямпільській міській громаді Могилів-Подільського району Вінницької області. Населення становить 730 осіб. 

## Герб
У щиті із зеленою облямівкою, розтятому лазуровим і золотим, червона будівля зі срібними дверима та вікнами, чорним дахом та червоним прапорцем на шпилі. Герб села є промовистим.

## Історія
Історичної дати заснування села не встановлено. Відомо що тут проходив ґрунтовий тракт Вапнярка —Сороки. Біля шляху стояла корчма із заїжджим двором (кімнати відпочинку та конюшня для поштових і проїжджих екіпажів). На ті часи цю корчму називали «ратуша», звідки і пішла назва Ратуш.
Навкруги був густий ліс з полянами та джерелами. Про це свідчать назви: Царська поляна, Гайдамацький ліс, Гайдамацька криниця, яка збереглася і донині та знаходиться при в'їзді на центральну вулицю.
7 (20) листопада 1917 року, відповідно до Третього Універсалу Української Центральної Ради, увійшло до складу Української Народної Республіки.
На заході від села проходила вузькоколійка Вапнярка—Ямпіль, збудована як оборонна в 1932–1933 рр. та демонтована в 1990-х роках. Біля колишнього залізничного переїзду Ратуш—Клембівка височить сторожова козацька могила, на якій встановлено охоронний знак.
З північно-східної сторони села розкинулося урочище Богданка. За давніми переказами, тут на мальовничій поляні із джерелами та ставками відпочивало військо Богдана Хмельницького після військового переходу до Молдови. За переказами, Хмельницький у цьому місці встромив меч і вигукнув: «Віднині і навіки на цій землі війні не бувати!» Ці слова Богдана виявилися пророчими. Відтоді на території села і прилеглих землях бойових дій не було. Цю подію датують 1650–1652 рр.
12 червня 2020 року, відповідно до Розпорядження Кабінету Міністрів України № 707-р «Про визначення адміністративних центрів та затвердження територій територіальних громад Вінницької області», увійшло до складу Ямпільської міської громади.
19 липня 2020 року, в результаті адміністративно-територіальної реформи та ліквідації Ямпільського району, село увійшло до складу новоутвореного Могилів-Подільського району.

## Населення
Згідно з переписом УРСР 1989 року чисельність наявного населення села становила 738 осіб, з яких 306 чоловіків та 432 жінки.
За переписом населення України 2001 року в селі мешкало 730 осіб.

### Мова
Розподіл населення за рідною мовою за даними перепису 2001 року:
| Мова       | Відсоток |
| ---------- | -------- |
| українська | 99,45 %  |
| російська  | 0,55 %   |